# 西平乡 (西林县)
西平乡，是中华人民共和国广西壮族自治区百色市西林县下辖的一个乡镇级行政单位。

## 行政区划
西平乡下辖以下地区：
西平村、八桥村、弄工村、那务村、者怀村、者革村、那俄村、高维村、者车村、皿帖村、木顶村和平上村。